# Regeringen François Fillon II
Regeringen François Fillon II (UMP, NC-regeringen) var Frankrigs regering fra 18. juni 2007 til 13. november 2012.

## Regeringen

### Ministre
|  | Portefølje                                                      |  | Minister                  | Parti     |
|  | --------------------------------------------------------------- |  | ------------------------- | --------- |
|  | Premierminister                                                 |  | François Fillon           | UMP       |
|  | Udenrigsminister                                                |  | Bernard Kouchner          | ex-PS     |
|  | Forsvarsminister                                                |  | Hervé Morin               | NC        |
|  | Justitsminister                                                 |  | Michèle Alliot-Marie      | UMP       |
|  | Indenrigsminister                                               |  | Brice Hortefeux           | UMP       |
|  | Økonomi-, arbejde-og industriminister                           |  | Christine Lagarde         | UMP       |
|  | Arbejds- og sundhedsminister                                    |  | Éric Woerth               | UMP       |
|  | Undervisnings-, ungdoms- og foreningsminister                   |  | Luc Chatel                | UMP       |
|  | Minister for budget, offentlige regnskaber og statsreformen     |  | François Baroin           | UMP       |
|  | Minister for landbrug, fødevarer, fiskeri og landdistrikter     |  | Bruno Le Maire            | UMP       |
|  | Minister for økologi, bæredygtig udvikling, transport og energi |  | Jean-Louis Borloo         | UMP       |
|  | Kulturminister                                                  |  | Frédéric Mitterrand       | Upolitisk |
|  | Minister for sundhed og sport                                   |  | Roselyne Bachelot-Narquin | UMP       |
|  | Minister for indvandring og national identitet                  |  | Éric Besson               | UMP       |
|  | Minister for forskning og videregående uddannelser              |  | Valérie Pécresse          | UMP       |
|  | Minister for ungdom                                             |  | Marc-Philippe Daubresse   | UMP       |
|  | Minister for landdistrikter og regional planlægning             |  | Michel Mercier            | ex-MoDem  |

### Statssekretærer
|  | Portefølje                                                           | Statssekretær              | Parti |
|  | -------------------------------------------------------------------- | -------------------------- | ----- |
|  | Europastatssekretær                                                  | Pierre Lellouche           | UMP   |
|  | Statssekretær for genopretningsplan                                  | Patrick Devedjian          | UMP   |
|  | Statssekretær for industri                                           | Christian Estrosi          | UMP   |
|  | Statssekretær for digital økonomi                                    | Nathalie Kosciusko-Morizet | UMP   |
|  | Statssekretær for relationer med parlamentet                         | Henri de Raincourt         | UMP   |
|  | Statssekretær for de oversøiske territorier                          | Marie-Luce Penchard        | UMP   |
|  | Statssekretær for boliger                                            | Benoist Apparu             | UMP   |
|  | Statssekretær for familie og solidaritet                             | Nadine Morano              | UMP   |
|  | Statssekretær for udenrigshandel                                     | Anne-Marie Idrac           | NC    |
|  | Statssekretær for grønne teknologier                                 | Valérie Létard             | NC    |
|  | Statssekretær for ældre mennesker                                    | Nora Berra                 | UMP   |
|  | Statssekretær for samarbejde                                         | Henri de Raincourt         | UMP   |
|  | Statssekretær for kommunerne                                         | Alain Marleix              | UMP   |
|  | Statssekretær for transport                                          | Dominique Bussereau        | UMP   |
|  | Statssekretær for handel, håndværk, SMV, turisme og forbrugerpolitik | Hervé Novelli              | UMP   |
|  | Statssekretær for justits                                            | Jean-Marie Bockel          | LGM   |
|  | Statssekretær for arbejde                                            | Laurent Wauquiez           | UMP   |
|  | Statssekretær for by                                                 | Fadela Amara               |       |
|  | Statssekretær for offentlig service                                  | Georges Tron               | UMP   |
|  | Statssekretær for veteraner                                          | Hubert Falco               | UMP   |
|  | Statssekretær for menneskerettigheder                                | Rama Yade                  | UMP   |